# Hatitia yhuaia
Espèce
Hatitia yhuaia est une espèce d'araignées aranéomorphes de la famille des Anyphaenidae.

## Distribution
Cette espèce se rencontre au Pérou et en Bolivie.

## Description
La femelle holotype mesure 7,20 mm et le mâle paratype 11,50 mm.

## Systématique et taxinomie
Cette espèce a été décrite par Brescovit en 1997.

## Publication originale
- Brescovit, 1997 : « Revisão de Anyphaeninae Bertkau a nivel de gêneros na região Neotropical (Araneae, Anyphaenidae). » Revista Brasileira de Zoologia, vol. 13, suppl. 1, p. 1-187 (texte intégral).